# Brian Glubok
Brian Glubok (ur. 1959) – amerykański brydżysta, World International Master w kategorii Open (WBF).

## Wyniki brydżowe

### Zawody światowe
W światowych zawodach zdobył następujące lokaty:
| Mistrzostwa Świata. Konkurencja teamów | Mistrzostwa Świata. Konkurencja teamów | Mistrzostwa Świata. Konkurencja teamów | Mistrzostwa Świata. Konkurencja teamów | Mistrzostwa Świata. Konkurencja teamów | Mistrzostwa Świata. Konkurencja teamów |
| Rok                                    | Miejsce                                | Zawody                                 | Kategoria                              | Drużyna                                | Pozycja                                |
| -------------------------------------- | -------------------------------------- | -------------------------------------- | -------------------------------------- | -------------------------------------- | -------------------------------------- |
| 2010                                   | Filadelfia                             | 13 Seria Mistrzostw Świata             | Open                                   | Moss                                   | 33                                     |
| 2002                                   | Montreal                               | 11 Mistrzostwa Świata                  | Open                                   | Jacobs                                 | 17                                     |
| 1994                                   | Albuquerque                            | 9 Mistrzostwa Świata                   | Open                                   | Shugart                                | 33                                     |
| 1990                                   | Genewa                                 | 8 Mistrzostwa Świata                   | Open                                   | Glubok                                 | 17                                     |

| Mistrzostwa Świata. Konkurencja par | Mistrzostwa Świata. Konkurencja par | Mistrzostwa Świata. Konkurencja par | Mistrzostwa Świata. Konkurencja par | Mistrzostwa Świata. Konkurencja par | Mistrzostwa Świata. Konkurencja par |
| Rok                                 | Miejsce                             | Zawody                              | Kategoria                           | Partner                             | Pozycja                             |
| ----------------------------------- | ----------------------------------- | ----------------------------------- | ----------------------------------- | ----------------------------------- | ----------------------------------- |
| 2010                                | Filadelfia                          | 13. Mistrzostwa Świata              | Miksty                              | Kismet Fung                         | 2                                   |
| 2010                                | Filadelfia                          | 13 Mistrzostwa Świata               | Open                                | Philip Gordon                       | 25                                  |
| 2002                                | Montreal                            | 11. Mistrzostwa Świata              | Miksty                              | Jane Thompson                       | 86                                  |
| 2002                                | Montreal                            | 11 Mistrzostwa Świata               | Open                                | Sam Lev                             | 122                                 |
| 1994                                | Albuquerque                         | 9. Mistrzostwa Świata               | Open                                | Nick Nickell                        | 62                                  |
| 1990                                | Genewa                              | 8. Mistrzostwa Świata               | Open                                | Edgar Kaplan                        | 4                                   |

## Klasyfikacja
- Brian Glubok – klasyfikacja WBF (ang.)